# ليغ سيتي (تكساس)
ليغ سيتي (بالإنجليزية: League City)‏ هي مدينة أمريكية تقع في ولاية تكساس.تبلغ مساحة هذه المدينة 137.3 (كم²)،ويبلغ عدد سكانها 83560 نسمة حسب إحصاء سنة 2010 م.

## التركيبة السكانية
حدّد مكتب تعداد الولايات المتحدة بيانات التركيبة السكانية لليغ سيتي في تعداد الولايات المتحدة. في ما يلي، التركيبة السكانية حسب تعدادي 2000 و2010.

### تعداد عام 2000
بلغ عدد سكان ليغ سيتي 45,444 نسمة بحسب تعداد عام 2000، وبلغ عدد الأسر 16,189 أسرة وعدد العائلات 12,471 عائلة مقيمة في المدينة. في حين سجلت الكثافة السكانية 330.7 نسمة لكل كيلومتر مربع (856.5/ميل2). وبلغ عدد الوحدات السكنية 17,280 وحدة بمتوسط كثافة قدره 125.7 لكل كيلومتر مربع (325.6/ميل2).
وتوزع التركيب العرقي للمدينة بنسبة 83.99% من البيض و5.09% من الأمريكيين الأفارقة و0.37% من الأمريكيين الأصليين و3.17% من الأمريكيين ذوي الأصول الآسيوية و0.05% من سكان جزر المحيط الهادئ و5.29% من الأعراق الأخرى و2.04% من عرقين مختلطين أو أكثر و13.49% من الهسبانيون أو اللاتينيون من أي عرق.
بلغ عدد الأسر 16,189 أسرة كانت نسبة 45% منها لديها أطفال تحت سن الثامنة عشر تعيش معهم، وبلغت نسبة الأزواج القاطنين مع بعضهم البعض 65.4% من أصل المجموع الكلي للأسر، ونسبة 8.2% من الأسر كان لديها معيلات من الإناث دون وجود شريك، بينما كانت نسبة 3.4% من الأسر لديها معيلون من الذكور دون وجود شريكة وكانت نسبة 23% من غير العائلات. تألفت نسبة 18.4% من أصل جميع الأسر من عدة أفراد يعيشون في نفس المنزل ونسبة 3.2% كانت تتألف من شخص يعيش بمفرده يبلغ من العمر 65 عاماً أو أكثر. وبلغ متوسط حجم الأسرة المعيشية 2.78، أما متوسط حجم العائلات فبلغ 3.19.
بلغ العمر الوسطي للسكان 34.4 عاماً. وكانت نسبة 29.3% من القاطنين تحت سن الثامنة عشر، وكانت نسبة 6.6% بين الثامنة عشر والرابعة والعشرين عاماً، ونسبة 35.9% كانت واقعةً في الفئة العمرية ما بين الخامسة والعشرين والرابعة والأربعين عاماً، ونسبة 22.1% كانت ما بين الخامسة والأربعين والرابعة والستين، ونسبة 5.3% كانت ضمن فئة الخامسة والستين عاماً فما فوق. يوجد لكل 100 أنثى 99.5 ذكر، ويوجد لكل 100 أنثى في الثامنة عشر من عمرها فما فوق 98.4 ذكر.
بلغ متوسط دخل الأسرة في المدينة 44,861 دولارًا، أما متوسط دخل العائلة فبلغ 85,000 دولارًا. وكان متوسط دخل الذكور 100,001 دولارًا مقابل 38,750 دولارًا للإناث. وسجل دخل الفرد الخاص بالمدينة 26,974 دولارًا. وكانت نسبة 25% من العائلات ونسبة 32.2% من السكان تحت خط الفقر، وكان من هؤلاء نسبة 20.5% تحت سن الثامنة عشر ونسبة 100% في الخامسة والستين من العمر وما فوق.

### تعداد عام 2010
بلغ عدد سكان ليغ سيتي 83,560 نسمة بحسب تعداد عام 2010، وبلغ عدد الأسر 30,192 أسرة وعدد العائلات 22,544 عائلة مقيمة في المدينة. في حين سجلت الكثافة السكانية 608 نسمة لكل كيلومتر مربع (1,574.7/ميل2). وبلغ عدد الوحدات السكنية 32,119 وحدة بمتوسط كثافة قدره 233.7 لكل كيلومتر مربع (605.3/ميل2).
وتوزع التركيب العرقي للمدينة بنسبة 79.47% من البيض و7.12% من الأمريكيين الأفارقة و0.43% من الأمريكيين الأصليين و5.39% من الأمريكيين ذوي الأصول الآسيوية و0.06% من سكان جزر المحيط الهادئ و4.66% من الأعراق الأخرى و2.87% من عرقين مختلطين أو أكثر و17.29% من الهسبانيون أو اللاتينيون من أي عرق.
بلغ عدد الأسر 30,192 أسرة كانت نسبة 43% منها لديها أطفال تحت سن الثامنة عشر تعيش معهم، وبلغت نسبة الأزواج القاطنين مع بعضهم البعض 60.3% من أصل المجموع الكلي للأسر، ونسبة 10.2% من الأسر كان لديها معيلات من الإناث دون وجود شريك، بينما كانت نسبة 4.2% من الأسر لديها معيلون من الذكور دون وجود شريكة وكانت نسبة 25.3% من غير العائلات. تألفت نسبة 20.3% من أصل جميع الأسر من عدة أفراد يعيشون في نفس المنزل ونسبة 3.8% كانت تتألف من شخص يعيش بمفرده يبلغ من العمر 65 عاماً أو أكثر. وبلغ متوسط حجم الأسرة المعيشية 2.75، أما متوسط حجم العائلات فبلغ 3.20.
بلغ العمر الوسطي للسكان 34.5 عاماً. وكانت نسبة 28.5% من القاطنين تحت سن الثامنة عشر، وكانت نسبة 7.3% بين الثامنة عشر والرابعة والعشرين عاماً، ونسبة 31.6% كانت واقعةً في الفئة العمرية ما بين الخامسة والعشرين والرابعة والأربعين عاماً، ونسبة 25.3% كانت ما بين الخامسة والأربعين والرابعة والستين، ونسبة 7.3% كانت ضمن فئة الخامسة والستين عاماً فما فوق. وتوزع التركيب الجنسي للسكان بنسبة 49.1% ذكور و50.9% إناث.

## أعلام
- كاتي ويبستر
- ديك سلايتون
- دانييل برادبيري
- تشيس أورتيز